# Johnny Rebel
Clifford Joseph Trahan (Moss Bluff, 25 september 1938 – Rayne (Louisiana), 3 september 2016) - alias Johnny Rebel - was een Amerikaanse countryzanger die vooral bekend is van zijn nummers die de Ku Klux Klan verheerlijken en van discriminerende teksten tegen Afro-Amerikanen. Er kan derhalve geconcludeerd worden dat de kern van Rebels discografie racistisch is.
Trahan werd geboren in een katholiek Cajungezin. Hij verklaarde zelf geen lid van de Ku Klux Klan te zijn omdat de KKK destijds geen katholieken binnen zijn gelederen accepteerde. In zijn liedjes is regelmatig het woord nigger te horen.
In het dagelijks leven was Johnny Rebel rijinstructeur; hij had een eigen rijschool, die later door zijn zoon werd overgenomen.
Na de jaren 60 van de twintigste eeuw kende de populariteit van Rebel een dip. Hij won echter weer aan populariteit met de komst van het internet in de jaren 1990, gezien hij zijn eigen website lanceerde.
Na de aanslagen op de Twin Towers in 2001 zat Johnny Rebel weer in de lift met zijn hitsingle "Fuck You Osama Bin Laden", die op YouTube ruim 180.000 weergaven behaalde. Dit succes zette hij voort met de uitgave van het album "It's the Attitude, Stupid!" wat uitkwam in 2003. Enkele grote hits van dit album zijn "Jesse showed up" en "Send 'em all back to Africa".

## Discografie

### Albums
- For Segregationists Only (1971)
- The Complete Johnny Rebel Collection (2003)
- It's the Attitude, Stupid! (2003)

### Singles
- Nigger Hatin Me / Who Likes a Nigger
- Alabama Nigger
- Coon Town / Still Looking for a Handout
- Send 'em All Back to Africa
- Fuck You Osama Bin Laden
- Lookin for a Handout / Kajun Ku Klux Klan
- Federal Aid Hell / Keep a Workin Big Jim
- Nigger, Nigger / Move Them Niggers North
- Some Niggers Never Die / Stay Away from Dixie

- Library of Congress Control Number: no2012154736
- MusicBrainz: 2429da67-f80a-47ab-8bac-aad27316bdfe
- Virtual International Authority File: 292814370
- WorldCat: E39PBJkD9HdxrRm3Cf7bkTTT73